# バナッハの不動点定理
数学におけるバナッハの不動点定理（バナッハのふどうてんていり、英: Banach fixed-point theorem）は、距離空間の理論において重要な役割を担う不動点定理であり、縮小写像の定理あるいは縮小写像の原理としても知られる。この定理はある自己写像の不動点の存在と一意性を保証するものであり、そのような不動点の構成法を提供するものである。1922年に初めて提唱したステファン・バナッハ（1892-1945）の名にちなむ。

## 内容
定義 (X, d) を距離空間とする。このとき写像 T : X → X が X 上の縮小写像であるとは、ある q ∈ [0, 1) が存在して、
{\displaystyle d(T(x),T(y))\leq qd(x,y)}
が X 内のすべての x, y に対して成立することをいう。
バナッハの不動点定理 (X, d) を空でない完備距離空間とし、T : X → X を縮小写像とする。このとき、T は X において唯一つの不動点（すなわち、T(x*) = x*）を持つ。この x* は次のように見つけられる：X 内の任意の元 x0 に対し、数列 {xn} を xn = T(xn−1) で定義する。このとき xn → x* である。
注意 1 次の不等式は同値であり、収束のスピードを表している：
{\displaystyle {\begin{aligned}d(x^{*},x_{n})&\leq {\frac {q^{n}}{1-q}}d(x_{1},x_{0}),\\d(x^{*},x_{n+1})&\leq {\frac {q}{1-q}}d(x_{n+1},x_{n}),\\d(x^{*},x_{n+1})&\leq qd(x^{*},x_{n}).\end{aligned}}}
このような値 q はすべて T に対するリプシッツ定数と呼ばれる。またそれらの内で最小のものはしばしば T の最良リプシッツ定数（the best Lipschitz constant）と呼ばれる。
注意 2 すべての x ≠ y に対して d(T(x), T(y)) < d(x, y) が成立することは、一般には不動点の存在を保証する上で十分ではない。実際、写像 T : [1, ∞) → [1, ∞), T(x) = x + 1/x には不動点が存在しない。しかし X がコンパクトであるなら、この弱い仮定でも不動点の存在と一意性は保証される。実際その不動点は、コンパクト性により必ず存在する d(x, T(x)) のミニマイザーとして得られる。すると、不動点定理は T の反復からなる任意の列の極限として得られることが容易に分かる。
注意 3 この定理を実際に使うとき、一般に最も難しい点は T(X) ⊆ X を満たす X を適切に定めることである。

## 証明

### バナッハによる証明
任意の x0 ∈ (X, d) に対して列 {xn} を xn = T(xn−1) によって定義する。バナッハによる元々の証明は、いくつかの補題を示すことで完成される：
補題 1 すべての n ∈ N に対して、d(xn+1, xn) ≤ qnd(x1, x0) が成り立つ。
証明 帰納法によって証明される。基本となる n=1 の場合は、
{\displaystyle d(x_{1+1},x_{1})=d(x_{2},x_{1})=d(T(x_{1}),T(x_{0}))\leq qd(x_{1},x_{0})}
より従う。ある k ∈ N に対して成立すると仮定すると、次が成り立つ。
{\displaystyle {\begin{aligned}d(x_{(k+1)+1},x_{k+1})&=d(x_{k+2},x_{k+1})\\&=d(T(x_{k+1}),T(x_{k}))\\&\leq qd(x_{k+1},x_{k})\\&\leq qq^{k}d(x_{1},x_{0})&{\text{Induction Hypothesis}}\\&=q^{k+1}d(x_{1},x_{0}).\end{aligned}}}
数学的帰納法より、すべての n ∈ N に対して補題は示される。
補題 2 {xn} は (X, d) におけるコーシー列で、X 内のある極限 x* に収束する。
証明 m, n ∈ N を、m > n を満たすものとする。このとき次が成り立つ。
{\displaystyle {\begin{aligned}d(x_{m},x_{n})&\leq d(x_{m},x_{m-1})+d(x_{m-1},x_{m-2})+\dots +d(x_{n+1},x_{n})&{\text{Triangle Inequality}}\\&\leq q^{m-1}d(x_{1},x_{0})+q^{m-2}d(x_{1},x_{0})+\dots +q^{n}d(x_{1},x_{0})&{\text{Lemma 1}}\\&=q^{n}d(x_{1},x_{0})\sum _{k=0}^{m-n-1}q^{k}\\&\leq q^{n}d(x_{1},x_{0})\sum _{k=0}^{\infty }q^{k}\\&=q^{n}d(x_{1},x_{0})\left({\frac {1}{1-q}}\right)&{\text{Geometric Series}}\end{aligned}}}
ε > 0 を任意とする。q ∈ [0, 1) であることより、十分大きな N ∈ N に対して次が成り立つ。
{\displaystyle q^{N}<{\frac {\varepsilon (1-q)}{d(x_{1},x_{0})}}.}
したがって m, n を十分大きな数とすれば、次が得られる。
{\displaystyle d(x_{m},x_{n})\leq q^{n}d(x_{1},x_{0})\left({\frac {1}{1-q}}\right)<\left({\frac {\varepsilon (1-q)}{d(x_{1},x_{0})}}\right)d(x_{1},x_{0})\left({\frac {1}{1-q}}\right)=\varepsilon .}
ε > 0 が任意であることより、列 {xn} はコーシー列であることが分かる。
補題 3 x* は T の不動点である。
証明 再帰的な関係 xn = T(xn−1) の両辺の極限を取る：
{\displaystyle \lim _{n\to \infty }x_{n}=\lim _{n\to \infty }T(x_{n-1})}
T は縮小写像なので、連続である。したがって、極限を写像の内側で取ることが出来る：
{\displaystyle \lim _{n\to \infty }x_{n}=T\left(\lim _{n\to \infty }x_{n-1}\right).}
したがって、x* = T(x*) である。
補題 4 x* は T の (X, d) 内における唯一つの不動点である。
証明 y も T(y) = y を満たす不動点であるとする。このとき
{\displaystyle 0\leq d(x^{*},y)=d(T(x^{*}),T(y))\leq qd(x^{*},y)}
が成り立つ。q ∈ [0, 1) であることに注意すると、この不等式は 0 ≤ (1−q)d(x*, y) ≤ 0 を意味する。したがって d(x*, y) = 0 であり、正定値性から x* = y が成り立つ。

### より短い証明
つづいて近年 Journal of Fixed Point Theory and its Applications に掲載されたより簡単な証明を紹介する（参考文献を参照）。
三角不等式より、X 内のすべての x, y に対して、次が成り立つ。
{\displaystyle {\begin{aligned}d(x,y)&\leq d(x,T(x))+d(T(x),T(y))+d(T(y),y)\\&\leq d(x,T(x))+qd(x,y)+d(T(y),y).\end{aligned}}}
これを d(x, y) について解くことで、次の「基本縮小不等式」（Fundamental Contraction Inequality）が得られる。
{\displaystyle d(x,y)\leq {\frac {d(T(x),x)+d(T(y),y)}{1-q}}.}
x と y がいずれも不動点であるなら、この不等式は d(x, y) = 0、すなわち x = y を意味し、T は高々一つの不動点しか持たないことが分かる。T をそれ自身と n 回合成することで、写像 Tn を定義する。帰納的に、この写像は定数 qn についてリプシッツ条件を満たすことに注意されたい。あとは X 内の任意の x0 に対して列 {Tn(x0)} がコーシー列であることを示し、したがって X のある点 x* に収束することを示せばよい。その点は上述のように明らかに T の不動点である。基本縮小不等式において x と y をそれぞれ Tn(x0) と Tm(x0) に置き換えると、次の成立が分かる。
{\displaystyle {\begin{aligned}d(T^{n}(x_{0}),T^{m}(x_{0}))&\leq {\frac {d(T(T^{n}(x_{0})),T^{n}(x_{0}))+d(T(T^{m}(x_{0})),T^{m}(x_{0}))}{1-q}},\\&={\frac {d(T^{n}(T(x_{0})),T^{n}(x_{0}))+d(T^{m}(T(x_{0})),T^{m}(x_{0}))}{1-q}}\\&\leq {\frac {q^{n}d(T(x_{0}),x_{0})+q^{m}d(T(x_{0}),x_{0})}{1-q}}\\&={\frac {q^{n}+q^{m}}{1-q}}d(T(x_{0}),x_{0}).\end{aligned}}}
q < 1 なので、最後の表現は n, m → ∞ に対してゼロに収束し、このことは {Tn(x0)} がコーシー列であることを意味する。m → ∞ に対しては、第一の証明で現れた次の不等式が得られる。
{\displaystyle d(T^{n}(x_{0}),x^{*})\leq {\frac {q^{n}}{1-q}}d(T(x_{0}),x_{0}).}
これは {Tn(x0)} が x* に収束する収束率を与えるものである。

## 応用
- バナッハの不動点定理の標準的な応用例として、常微分方程式の解の存在と一意性に関するピカール＝リンデレフの定理の証明が挙げられる。その微分方程式の求める解は、連続函数を連続函数に写す適切な積分作用素の不動点として表現される。その積分作用素が唯一つの不動点を持つことを示すためにバナッハの不動点定理が用いられる。

- バナッハの不動点定理の一つの帰結として、恒等写像の小さなリプシッツ摂動は二重リプシッツ位相同型写像である、というものが挙げられる。Ω をあるバナッハ空間 E の開集合とし、I : Ω → E を恒等（包含）写像とし、g : Ω → E をリプシッツ定数 k < 1 についてのリプシッツ写像とする。このとき、次が成り立つ。

1. Ω′ := (I+g)(Ω) は E の開部分集合である。正確には、B(x, r) ⊂ Ω を満たす Ω 内の任意の x に対して、B((I+g)(x), r(1−k)) ⊂ Ω′ が成り立つ;
2. I+g : Ω → Ω′ は二重リプシッツ位相同型写像である；

正確には、(I+g)−1 はリプシッツ定数 k/(1−k) についてのリプシッツ写像 h に対して I + h : Ω → Ω′ と表すことが出来る。
この結果の直接的な帰結によって、逆函数定理の証明が与えられる。

## 逆
バナッハの縮小原理にはいくつかの逆が存在する。以下の結果は、Czesław Bessaga が1959年に示したものである：
f : X → X を、各反復 fn が唯一つの不動点を持つような抽象的な集合の写像とする。このとき q ∈ (0, 1) とすると、X 上のある完備距離が存在して、f は縮小写像となり、q はその縮小定数となる。
実際、このような種類の逆を得る上では非常に弱い仮定で十分である。例えば、f : X → X を唯一つの不動点 a を持つT1空間上の写像で、X 内の各 x に対して fn(x) → a が成り立つものとする。このとき、X 上の距離で、それに関して f が縮小定数 1/2 についてバナッハの縮小原理の条件を満たすようなものが存在する。この場合、その距離は実際には超距離である。

## 一般化
応用上の興味が注がれるような多くの一般化が、直接的な系として存在する。T : X → X を空でない完備距離空間上の写像とする。
- T の何回目かの反復 Tn は縮小写像であると仮定する。このとき、T には唯一つの不動点が存在する。
- T は連続函数とし、X 内のすべての x と y に対して

{\displaystyle \sum \nolimits _{n}d(T^{n}(x),T^{n}(y))<\infty }
が成り立つものとする。このとき T には唯一つの不動点が存在する。
しかし多くの応用において、不動点の存在と一意性は、T を縮小写像にする距離を適切に選ぶことで、標準的なバナッハの不動点定理によって直接的に示される。実際、Bessaga による上述の結果では、そのような距離を見つけることが強く推奨されている。さらなる一般化については、記事無限次元空間における不動点定理を参照されたい。
異なる類の一般化は、距離空間の概念の適切な一般化によって生じる。例えば、距離の概念に対する公理の定義を弱めることなどで生じる。 それらの内のいくつかは、例えば計算機科学におけるプログラム意味論などで、応用例を持つ。